# Gestion de la couleur

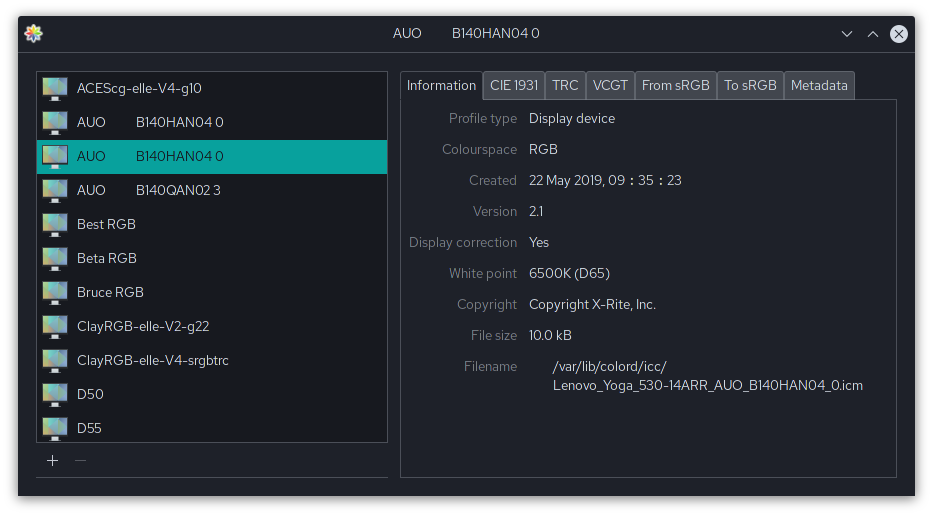
Un profil de couleur sur KDE Plasma

Dans les systèmes d'imagerie numérique, la gestion de la couleur est la transformation maîtrisée entre les représentations des couleurs de différents appareils, comme les scanners, les appareils photographiques numériques, les écrans d'ordinateurs, les écrans de télévision, les imprimantes, les presses offset, etc.
L'ICC (International Color Consortium) est un consortium industriel qui a défini une norme ouverte de module de correspondance des couleurs au niveau du système d'exploitation associé à des profils de couleurs.

## Système de gestion de la couleur[2]
Chaque appareil est caractérisé par un profil qui décrit ses limitations. Dans le cas le plus simple, il y a un écran d'ordinateur pour lequel les couleurs sont décrites dans un système additif RVB, les informations étant transmises à une imprimante caractérisée par un système soustractif CMJN. Ces deux ensembles de couleurs étant distincts, le cœur du système est constitué par un espace colorimétrique qui englobe tous les profils. Les traductions se font par l'intermédiaire d'un module de correspondance généralement associé au système d'exploitation. Les incompatibilités entre les différents appareils sont atténuées par des intentions de rendu.

## Profils colorimétriques[3]
Un profil d'appareil fournit aux systèmes de gestion de la couleur l'information nécessaire pour la conversion entre les données des espaces colorimétriques de l'appareil d'origine et l'espace de connexion indépendant de l'appareil.
Les opérations sont simplifiées en utilisant des espaces de travail normalisés sRGB ou Adobe RGB.

## Espace de connexion des profils[3]
Cet espace colorimétrique standard est l'interface qui fournit une connexion sans ambigüité entre les profils d'entrée et de sortie pour donner des résultats cohérents et prévisibles. Il repose sur l'observateur standard de la Commission internationale de l'éclairage. Les espaces XYZ et L*a*b* sont généralement choisis.

## Module de correspondance des couleurs[1]
C'est un algorithme qui ajuste les valeurs numériques d'entrée ou de sortie des différents appareils de manière à assurer la cohérence des couleurs. Un problème se pose lors du traitement d'une couleur impossible à reproduire avec un certain appareil. Ainsi les gammes de couleurs d'un écran et d'une imprimante sont généralement différentes. Il n'existe pas de méthode générale, elle dépend du système d'exploitation et des logiciels utilisés.

## Intentions de rendu[4]
Lors de la traduction, le système tente de créer une meilleure adéquation entre appareils, même s'ils semblent incompatibles. Si l'appareil d'origine  a un gamut plus large que celui de l'appareil final, des couleurs seront perdues. Lorsque le problème se pose, le module de correspondance des couleurs utilise une intention de rendu pour conserver une caractéristique au détriment des autres. 
La spécification ICC inclut quatre intentions de rendu.

### Intention de rendu colorimétrique relative
Elle conserve une certaine relation entre les couleurs du gamut, au prix d'un écrasement éventuel des couleurs hors gamut qui interdit l'inversion de la transformation. C'est l'intention de rendu par défaut sur la plupart des systèmes.

### Intention de rendu perceptuelle
À la différence de la précédente, elle compresse le gamut d'entrée pour le faire tenir dans le gamut de sortie. Elle ne fait perdre aucune information, l'inversion étant possible au prix d'une utilisation judicieuse des courbes tonales.

### Intention de rendu colorimétrique absolue
Elle ressemble à l'intention relative car elle conserve également les couleurs du gamut au détriment des couleurs hors gamut mais elle en diffère par le traitement du point blanc, ce qui introduit une dominante analogue à celle qu'on observe sur les photographies lorsque la balance des blancs est incorrecte.

### Intention de rendu de saturation
Elle tente de conserver la pureté des couleurs lors d'une conversion dans un espace de couleur plus étendu. Cette transformation est utile pour la reproduction des graphiques mais pas pour la reproduction photographique car elle se fait au détriment de la restitution de la teinte et de la luminosité (voir TSL).